# 李沛倫
李沛倫（1982年—），臺灣臺南市人，女作家、畫家，兒時因患星狀細胞瘤而在1993年引起臺灣社會關注，使其著作《永遠的小貝殼》暢銷一時。

## 生平
李沛倫1982年生，父親早逝。
她就讀台南市立人國小美術班時，從小一就喜歡繪畫與寫作，並經常投稿與參加繪畫比賽，心願之一就是在小學畢業前將自己作品集結成冊，以獻給撫養她的母親，但她在小學四年級得病，記憶力與體力都逐漸衰退。
李沛倫被診斷罹星狀細胞瘤，腦瘤壓迫神經，右半身無法自由行動。由於其父親是因腦瘤去世，母親認為採用西醫治療的丈夫卻發病不到半年即過世，因此堅持讓女兒採另類療法，如中藥、針灸、氣功等，情況卻不見好轉，甚至一度無力寫字、無法走路，家人還帶她至中國大陸求醫:B6。當時她的病情引起社會注意，新聞喧騰報章，時任中華民國總統的李登輝發放新台幣十萬元慰問金後，時任行政院院長的連戰也跟進發五萬元。因為她的心願之一是出書，藉由小叮噹出版社社長張高維協助下，李沛倫作文被集結成書《永遠的小貝殼》，出版商並將賣書所得捐給她做醫療費用。該書獲推薦為校外讀本，內容有李沛倫的文章與畫作，受到廣大回響，賣出五、六萬本:B6。當時也許多人寫信鼓勵，她也曾與一些人結為筆友，後因她課業太忙與筆友失聯。
等至李沛倫小學六年級時，原本九公分大的腦瘤慢慢萎縮，病情逐漸轉好:B6。但很多人以為她已經離開人間，網路謠言甚至說已過世很久。
李沛倫國中、高中也就讀美術班，2005年自台北藝術大學畢業後，返回母校台南二中作藝能科實習老師，2007年在台南二中辦畫展。畫展名稱為「青春飛揚—習作」，展出二十餘幅作品，有油彩、複合媒材等，台南二中校長郭伯嘉、台南市教育局長王水文等前來道賀，並將她努力求生的意念與堅持告訴學弟妹，願他們以她為榜樣:B6。
李沛倫長大後仍得吃藥控制，在2007年時腦瘤已縮至零點五公分，並出現類似結痂情況，復發可能性幾乎不在:B6。